# Mnesarco di Crotone
Mnesarco di Crotone (in greco antico: Μνήσαρχος?, Mnḕsarchos; Crotone, V secolo a.C. (?) – Crotone, ...) è stato un filosofo greco antico della scuola pitagorica, nonché figlio di Pitagora.

## Biografia
L'esistenza di Mnesarco è nebulosa: in effetti, non è ricordato da Diogene Laerzio e solo per inciso da Giamblico.

Di Mnesarco abbiamo, in effetti, notizie scarne da un'anonima Vita di Pitagora, recensita dal patriarca bizantino Fozio nella sua Biblioteca.

Secondo l'anonimo, Mnesarco (che portava il nome di suo nonno) fu uno dei primi figli di Pitagora che succedette ad Aristeo alla guida della scuola pitagorica. Tra l'altro, l'identificazione con il toponimo di Crotone prova quantomeno il legame della prima generazione pitagorica con la città magnogreca e l'uso, che sarebbe poi passato ai platonici e agli aristotelici, di trasmettere lo scolarcato a membri della famiglia del fondatore.

Morto Mnesarco in giovane età, gli sarebbe successo il filosofo Bulagora, anche se Fozio afferma che, per la sua fonte, a prenderne il suo posto fu Telauge.